# Je me casse
Je me casse (fr. Zrywam się stąd) – singel maltańskiej piosenkarki Destiny wydany w marcu 2021. Piosenkę skomponowali Amanuel Dermont, Malin Christin, Nicklas Eklund i Pete Barringer.
Utwór reprezentował Maltę w 65. Konkursie Piosenki Eurowizji (2021).

## Notowania na listach przebojów
| Kraj            | Lista (2021)                   | Najwyższe miejsce |
| --------------- | ------------------------------ | ----------------- |
| Belgia          | Ultratop 50 Singles (Flandria) | 48                |
| Grecja          | Top 100 Airplay                | 28                |
| Holandia        | Single Top 100                 | 36                |
| Irlandia        | Top 100 Singles                | 79                |
| Islandia        | Tónlist                        | 8                 |
| Litwa           | Singlų Top 100                 | 17                |
| Malta           | Radio Airplay Chart 20         | 1                 |
| Polska          | AirPlay – Top                  | 52                |
| Rosja           | TopHit Top YouTube Hits Weekly | 69                |
| Szwajcaria      | Singles Top 100                | 83                |
| Szwecja         | Sverigetopplistan              | 31                |
| Ukraina         | TopHit Top YouTube Hits Weekly | 69                |
| Wielka Brytania | UK Download Chart              | 41                |